# Vyadhapura
Vyadhapura o "Ciudad de los Cazadores o de los Tramperos", conocida hoy también como Angkor Borei, al sur de la actual Camboya, fue una ciudad situada a lo largo del río Mekong y primera capital del Reino de Funán, fundado en el siglo I. 
A través de canales de navegación y de uno de los afluentes del Mekong, el río Bassac, estaba unida a la antigua ciudad de Oc Eo, hoy en Vietnam. Informes chinos indicaban su situación a unas 120 millas del mar.
El nombre moderno en idioma jemer es Banteay Prey Nokor.